# Manfred Sakel
Pour les articles homonymes, voir Sakel.
Manfred Joshua Sakel, né le 6 juin 1900 à Nadworna (Autriche-Hongrie, actuellement Ukraine) et décédé le 2 décembre 1957 à New York (États-Unis) est un psychiatre et neurophysiologiste autrichien.
Sakel fait ses études de médecine de 1919 à 1925 à l'université de Vienne. Il se spécialise en neurologie et neuropsychiatrie.
En 1927 il croit découvrir un nouveau traitement de la schizophrénie par des comas insuliniques répétés connu sous le nom de cure de Sakel. Ce « traitement » est très utilisé pendant une trentaine d'années puis son inefficacité est démontrée. Il est remplacé par des traitements psychotropes et les premiers neuroleptiques.
En 1933, il devient chercheur à la clinique neuropsychiatrique de l'université de Vienne.
En 1936, du fait de la montée en puissance des idées du parti national-socialiste en Autriche, il doit fuir les persécutions contre les juifs et émigre vers les États-Unis où il poursuit sa carrière. Il meurt à New York le 2 décembre 1957.